# Mico argentatus
Lo uistitì argentato (Mico argentatus Linnaeus, 1766) è un primate platirrino della famiglia dei Callitricidi.

## Distribuzione
L'areale di questa specie è isolato rispetto a quello delle altre specie di uistitì (fatta eccezione per l'uistitì dai pennacchi bianchi, col quale convive nelle parti più meridionali del suo areale): vive infatti nella zona sud-orientale del bacino amazzonico, colonizzando le aree di foresta pluviale.

## Descrizione

### Dimensioni
Misura circa 50 cm di lunghezza (di cui più di metà metà spettano alla coda), per un peso che raggiunge i 400 g.

### Aspetto
Il colore del mantello è generalmente bianco-argenteo, con differenze individuali nella tonalità del pelo, che sul quarto posteriore può assumere dorsalmente sfumature grigiastre o brune. La faccia e le orecchie sono glabre, mentre la coda è bruno-scuro o nera.

Caratteristica di questi animali è la mandibola che si restringe molto verso il mento: si pensa che sia una caratteristica evoluta da questi animali come ulteriore specializzazione alla loro particolare dieta.

## Biologia
Si tratta di animali diurni ed arboricoli: durante la notte dormono in cavità dei tronchi d'albero o nel folto della vegetazione. Le unghie appuntite (eccetto l'unghia dei pollici, che è larga e piatta) li aiutano a scalare con facilità anche gli alberi più lisci. Vive in gruppi che contano una decina d'individui, i quali delimitano tramite secrezioni ghiandolari un proprio territorio, che difendono abbastanza attivamente dagli intrusi, in particolare utilizzando espressioni facciali (denti scoperti e sopracciglia aggrottate).

Utilizzano tutta una serie di vocalizzazioni, anche ultrasoniche (impercettibili all'orecchio umano), per comunicare fra loro: in caso di pericolo, tendono a schioccare rumorosamente le labbra.

### Alimentazione
Sono animali principalmente resinivori, si nutrono cioè di linfa e gommoresina, che ricavano incidendo la corteccia degli alberi coi particolari incisivi, lunghi quanto i canini e rivolti verso l'esterno: qualora la linfa scarseggi, possono ripiegare su altri alimenti di origine vegetale (frutta, nettare) e animale (insetti).

### Riproduzione
La gestazione dura all'incirca cinque mesi, al termine dei quali vengono dati alla luce solitamente due gemelli. Questi ultimi vengono accuditi dall'intero gruppo, in particolare è il maschio dominante (che si presuppone sia anche il padre dei cuccioli) a portarli, aiutato in questo dagli altri membri, che li lasciano alla madre ogni 2-3 ore per la poppata. I cuccioli vengono svezzati attorno ai sei mesi, ma passerà un anno circa prima che raggiungano la maturità sessuale.

La femmina può ovulare già a dieci giorni dal parto: ogni femmina dominante può portare a termine con successo due gravidanze l'anno, mentre nelle altre femmine presenti nel gruppo l'ovulazione viene inibita dai feromoni che la femmina dominante rilascia.